# David Solari
David Solari (ur. 6 czerwca 1968 w Adelaide, Australia) – włoski kolarz torowy, czterokrotny medalista mistrzostw świata.

## Kariera
Solari urodził się w Australii, jednak od początku kariery reprezentował Włochy. W 1986 roku zdobył brązowe medale mistrzostw świata juniorów zarówno w indywidualnym jak i drużynowym wyścigu na dochodzenie. Dwa lata później wystąpił na igrzyskach olimpijskich w Seulu, gdzie wraz z kolegami zajął szóstą pozycję w drużynowym wyścigu na dochodzenie. Na mistrzostwach świata w Lyonie w 1989 roku wspólnie Marco Villą, Giovannim Lombardim i Ivanem Ceriolim zdobył brązowy medal w tej samej konkurencji. Podczas mistrzostw świata w Maebashi w 1990 roku zdobył srebrny medal w wyścigu ze startu zatrzymanego, ulegając jedynie Austriakowi Rolandowi Königshoferowi. W tej konkurencji srebrne medale zdobył również na mistrzostwach świata w Stuttgarcie i mistrzostwach w Walencji w 1992 roku. W pierwszym przypadku zwyciężył Königshofer, a w drugi najlepszy był Niemiec Carsten Podlesch.